# Copa Parmalat
Die Copa Parmalat war ein Fußballwettbewerb, den der in der Nähe der italienischen Stadt Parma ansässige Lebensmittelkonzern Parmalat in den 1990er Jahren unter jenen Mannschaften organisierte, bei denen er Trikotsponsor war. So nahmen stets international hochklassige Vereine teil, unter anderem – neben den unten aufgeführten – Benfica Lissabon, Videoton FC und Audax Italiano. 1995 trat auch die Nationalmannschaft der Vereinigten Staaten an. In den ersten Jahren besaß die Veranstaltung mit Gruppenspielen, Halbfinalbegegnungen und Spielen um den dritten Platz originären Turniercharakter. Die Teilnehmerzahl lag 1993 bei fünf, im Folgejahr bei sechs und 1995 bei vier Clubs. Die Austragungen der Jahre 1996 und 1998 bestanden jedoch lediglich aus einem einzigen Finalspiel zwischen zwei Kontrahenten.

## Austragungen
| Jahr | Sieger             | Ergebnis            | Finalist                | Austragungsort                                      |
| 1993 | Peñarol Montevideo | 0:0 n. V. 3:2 i. E. | SE Palmeiras            | Parma, Italien                                      |
| 1994 | CA Peñarol         | 1:1 n. V. 4:3 i. E. | SE Palmeiras            | Estádio Palestra Itália, São Paulo, Brasilien       |
| 1995 | AC Parma           | 3:1                 | Boca Juniors            | Giants Stadium, East Rutherford, Vereinigte Staaten |
| 1996 | CA Peñarol         | 1:0                 | EC Juventude            | Estádio Alfredo Jaconi, Caxias do Sul, Brasilien    |
| 1997 | Toros Neza         | 3:2                 | CD Universidad Católica | Estadio Neza 86, Nezahualcóyotl, Mexiko             |
| 1998 | CA Peñarol         | 1:0                 | EC Juventude            | Estadio Atilio Paiva Olivera, Rivera, Uruguay       |